# 胴上げ

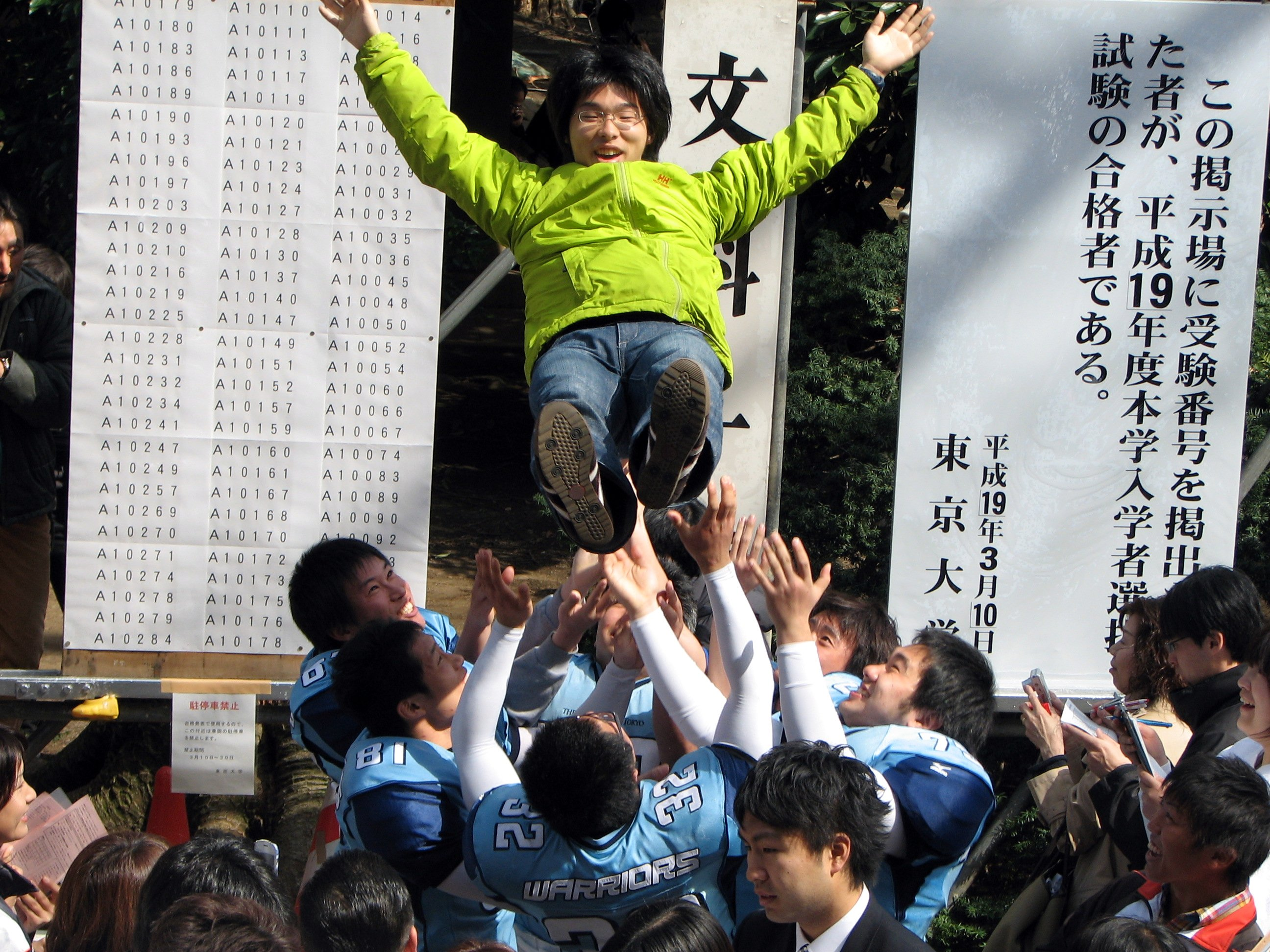
入学試験の合格発表における胴上げ（東京大学、2007年春）
同大学が掲示する合格発表の場にて体育会系サークルの部員たちによる胴上げを行なうことが恒例になっていたが、2017年春以降は安全面から禁止の通達が出された。

胴上げ（どうあげ）とは、祭事において特定の者に対して、あるいは偉業を達成した者や祝福すべきことがあった者を祝うために、複数の人間がその者を数度空中に放り投げる所作をいう。胴突（どうづき）ともいう。

## 祭事と習俗

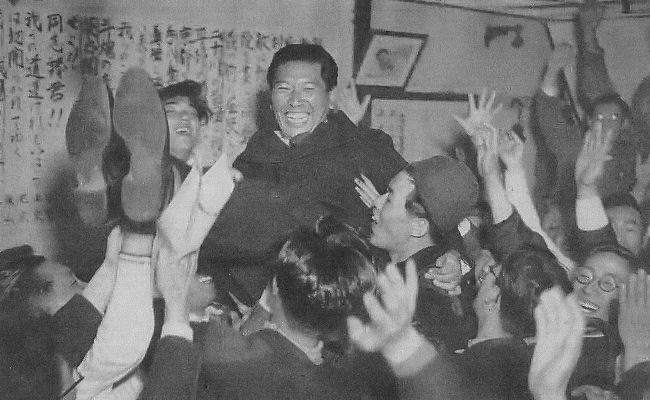
公職に当選した政治家の胴上げ（蜷川虎三）

日本では人生の節目における祝福の意味での胴上げが行われることがあり、例えば、高校や大学の野球部で部員がプロ野球ドラフト会議で指名された者や、選挙で当選した候補者・入学試験合格者、結婚式において新郎を胴上げすることもある。
大相撲においては新大関が決まった力士への昇進伝達式での胴上げが恒例となっていた。一方、小錦が例外的に胴上げ無し（重過ぎてできなかったとされる）となった。以後、昇進伝達式での胴上げは行われない。
また、大相撲では千秋楽にすべての表彰式が終わった後、その場所で出世披露を受けた力士が土俵に上がってお神酒を受けて三本締めを行った後（出世力士手打式）に、土俵祭で脇行司を務めた行司（十両格行司）が御幣を持って土俵に上がり、出世力士から胴上げされる（人数が少ない時は呼出も加わる）。これは「神送りの儀式」と呼ばれ、土俵祭で土俵に降りた神様を元の場所に戻す儀式と言われる。
NHK『NHK紅白歌合戦』で優勝チームの司会者がその組の出場歌手に胴上げをされたケースもある。

### 発祥

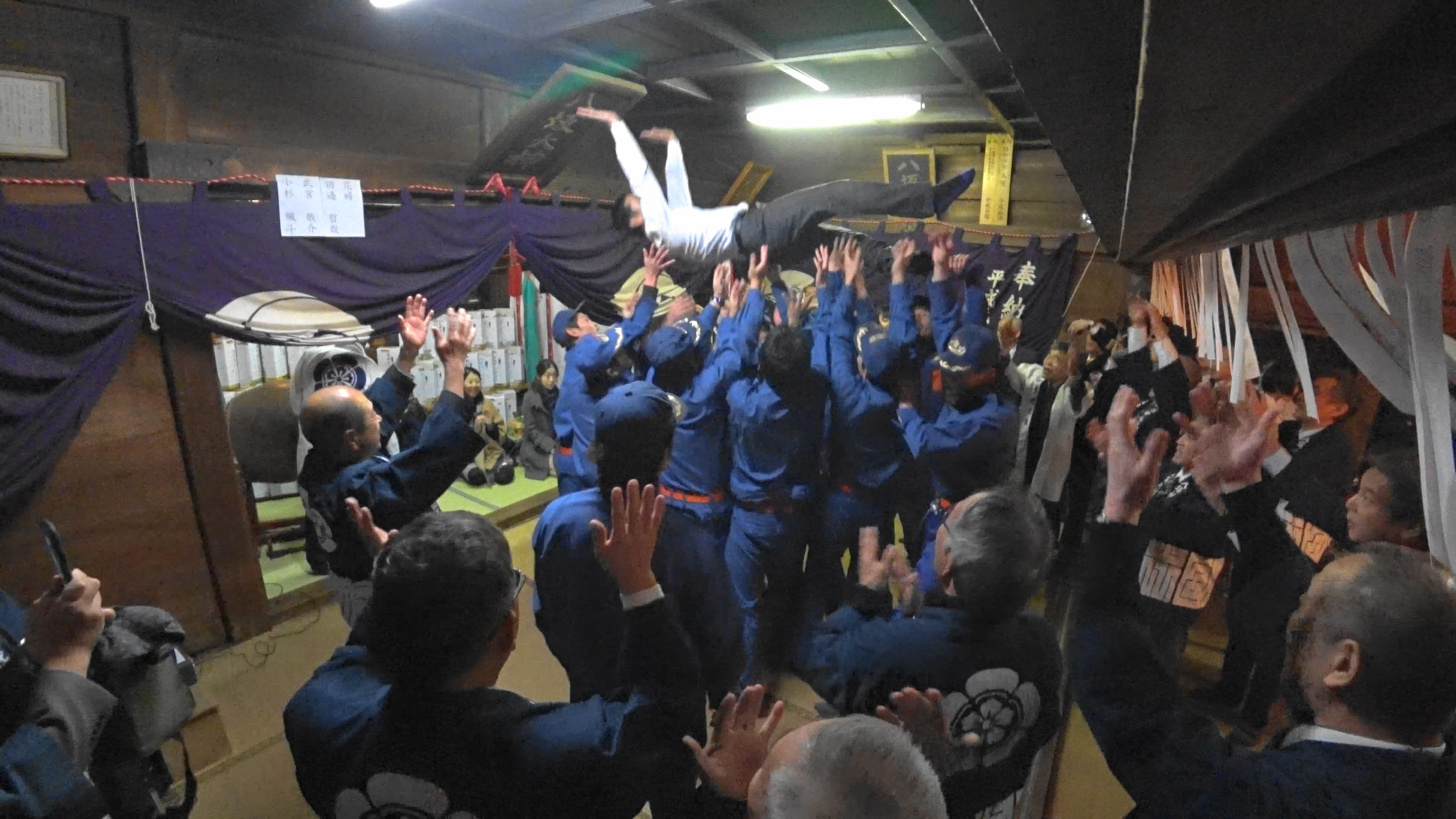
婿の胴上げ（新潟県南魚沼市、2018年1月6日撮影）

胴上げの発祥は長野市の善光寺との説がある。善光寺において、12月の2度目の申（さる）の日に、寺を支える浄土宗14寺の住職が五穀豊穣、天下太平を夜を徹して祈る年越し行事「堂童子（どうどうじ）」で、仕切り役を胴上げをする習慣がある。この行事は江戸時代初期には記録があり、少なくともそのころから胴上げが成されていたことは確かである。『ワイショ、ワイショの掛声のもと、三度三尺以上祝う人を空中に投げ上げる』と書いてある。日本テレビ系列『ザ!鉄腕!DASH!!』でこの胴上げを再現する試みがあった。

### 祭事
新潟県糸魚川市能生地域では江戸時代初期から伝わる「裸胴上げまつり」（糸魚川市無形民俗文化財）があり、厄よけとして男衆がさらしの褌姿で、厄年の男性などを胴上げするという風習がある。
新潟県南魚沼市の八坂神社では、毎年正月に前年結婚した婿を胴上げする「婿の胴上げ」が行われており、これは戦国時代の武将長尾政景が城下を繁栄させる為、他の地域から来た婿養子を祝って胴上げさせたことが始まりとされる。
江戸時代において、江戸の12月13日に煤払いが終わると主人一同の胴上げが始まり、蕎麦や鯨汁が振る舞われることがあったとされ、『東都歳時記』の絵図にも確認でき、千葉公慈（東北福祉大学学長、仏教学者）はこれを、単なる掃除ではなく、悪業払拭の神事・厄払いの祈祷だったとする。
民俗学者の桜井徳太郎（元駒澤大学学長）は、『しまねの古代文化』において、古くは祭りが終わる際、取り仕切った神主を氏子達が胴上げしたことや僧侶が仕切り役を胴上げしたことを、「（ハレから）胴上げによって日常の生活（ケ）に戻った」と解釈する（後述書 p.54）。また大相撲においても「神送り」といって、土俵に降りてくれた神に礼を奉げ、元の場所へ送り出す儀式があり、神の宿った白幣を1本もった行司を胴上げして、神を天に返す（元は親方を胴上げしていたが、落下事故があり、現在は行司となっている）。

## スポーツにおける胴上げ
胴上げは集団で祝福を表現する方法として代表的なものである。スポーツにおいて勝利（特に優勝）した場合に監督やチームオーナー、功労者などを胴上げすることがある。

### 日本

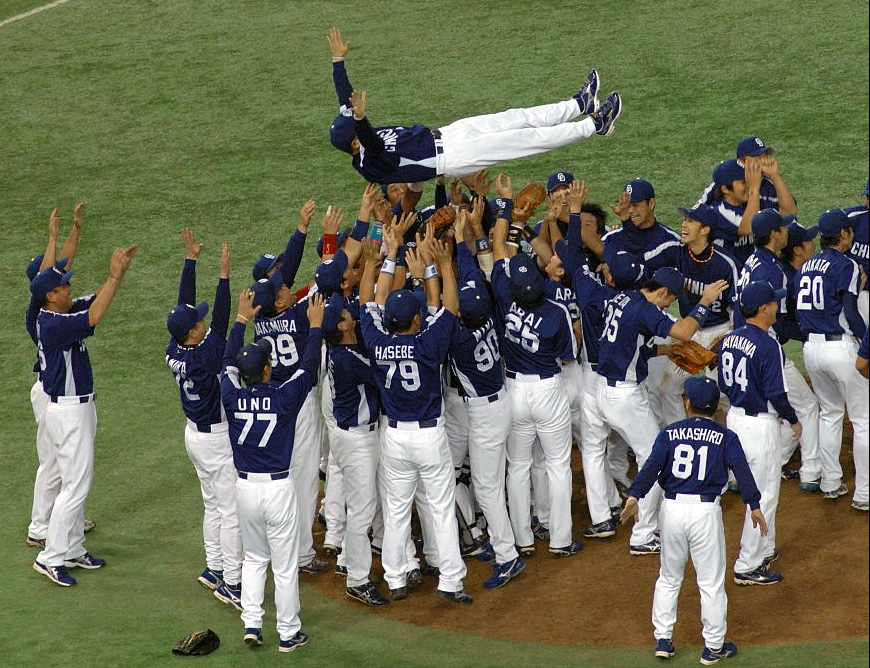
野球における胴上げ（2007年、アジアシリーズで優勝した中日ドラゴンズ）

プロ野球におけるペナントレース優勝・日本シリーズ優勝の際の監督の胴上げは恒例となっており、新聞などのマスコミ報道では優勝することが象徴的に「胴上げ」と表現されている。監督のみならず、大きく活躍した選手も胴上げされることがある。
用例『札幌ドームでヒルマン監督の胴上げを』『目の前の胴上げだけは阻止したかった』
プロ野球における胴上げは、1950年にセントラル・リーグ初代優勝チームとなった松竹ロビンスの監督・小西得郎がこの優勝時に選手一同にこれをされたことが発祥とされる。
また同じく野球において、優勝が決定した瞬間にマウンドに立っていた投手を「胴上げ投手」と呼ぶ（サヨナラゲームで優勝を達成した場合はこの存在はなし。この場合はサヨナラ打点を挙げた打者が対象になる）。ただし、ここでいう胴上げとは先述の優勝の代名詞的扱いであり、必ずしもその投手が胴上げされるわけではない。また、チームのエースピッチャーにこの栄誉を与えるために優勝のかかった試合に限り抑えに起用する事もある（1966年巨人の金田正一、1985年西武の東尾修、1989年近鉄の阿波野秀幸、2013年楽天の田中将大、2023年WBCの大谷翔平など）。
なお日本では、野球以外のスポーツでも、サッカー、ラグビー、駅伝などの競技において優勝チームのメンバーによる監督の、駅伝ならアンカーランナーにも胴上げなどが行われる。
また、祝福の他に感謝の意味を込めることもあり、名選手の引退試合や退任が決定している監督の最終試合で胴上げを行うこともある。
主な胴上げ例
- 1965年に開催された第10回オールスター競輪決勝戦終了直後、1着で入線した白鳥伸雄を、バンク内にいた観客が胴上げした。
- 1969年の東京優駿（日本ダービー）では、同レースでダイシンボルガードに騎乗し、優勝した大崎昭一騎手がファンに胴上げされるという珍事が発生した。
- 1970年、ロッテ・オリオンズが東京スタジアムでパ・リーグ優勝を決めた際、オーナー永田雅一は他の選手と共に、グラウンドに乱入した観客達に胴上げされた。
- 2007年1月1日に開催されたサッカー天皇杯決勝戦では、優勝した浦和レッドダイヤモンズのギド・ブッフバルト監督は試合後に選手の手で胴上げされ、更にこの試合限りで退任する予定だったため、表彰式の後にはスタンドのサポーターにより再び胴上げされた。
- 2006年春、2006 ワールド・ベースボール・クラシックで優勝した日本代表チームの監督であった王貞治が胴上げされるのを、ニューヨークタイムズは「日本国の伝統」と報じた（しかし後述の通り、日本以外でも胴上げという行為は存在する）。
- 2009年10月24日のパシフィック・リーグクライマックスシリーズ最終戦では、敗退に伴いこの試合限りで退任する東北楽天ゴールデンイーグルスの野村克也監督を対戦相手であった北海道日本ハムファイターズの選手も加わって胴上げした。発案者はヤクルト時代に野村の下でプレーした日本ハムの稲葉篤紀。

### 欧米など

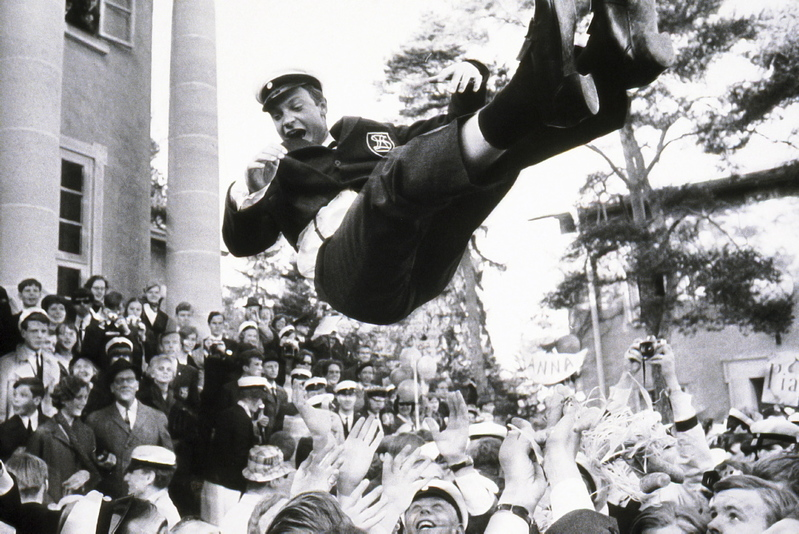
シグトゥーナの寄宿学校（Sigtunaskolan Humanistiska Läroverket）の卒業を祝って胴上げされるカール16世グスタフ（1966年4月22日）

チェコやハンガリー、スウェーデン、ロシアなどヨーロッパ東部で日本同様の胴上げが行われてきている。ホーリー祭などでも胴上げに近い光景が見られる。21世紀にはいるとスペインを中心にサッカー界で流行しているほか、様々なスポーツでみられるようになっている。
主な胴上げ例
- 1956年、リュボフ・バラノワ＝コズィレワが1956年コルチナ・ダンペッツオオリンピックで金メダルを取った際に行われた[10]。
- 1966年、カール16世グスタフが高校を卒業した際[注 1]に学校の伝統に従って胴上げされたとの写真が残る[11]。
- 1967年、ベラ・チャスラフスカが自己最高の9.90点をマークした際に選手たちから胴上げされている[12]。
- 1994年、1994 FIFAワールドカップで優勝したブラジル代表が、カルロス・アルベルト・パレイラ監督に行った[13]。
- 2007年、スペインのレアル・マドリードが、リーグ優勝した際にファビオ・カペッロ監督に行った。
- 2008年、UEFA欧州選手権2008で優勝したスペイン代表が、ルイス・アラゴネス監督に行った。
- 2008年、UEFAヨーロッパリーグで優勝したロシアのゼニト・サンクトペテルブルクが、ディック・アドフォカート監督に行った。
- 2009年、UEFAチャンピオンズリーグで優勝したスペインのFCバルセロナが、ジョゼップ・グアルディオラ監督に行った。
- 2010年、2010 FIFAワールドカップで優勝したスペイン代表が、ビセンテ・デル・ボスケ監督に行った。
- 2011年、UEFAチャンピオンズリーグで優勝したスペインのFCバルセロナが、ジョゼップ・グアルディオラ監督に行った。
- 2011年、サッカー・ブンデスリーガで優勝したドイツのドルトムントが、ユルゲン・クロップ監督に行った。
- 2011年、コッパ・イタリアで優勝したイタリアのインテルが、レオナルド・ナシメント・ジ・アラウージョ監督に行った。
- 2011年、国王杯で優勝したスペインのレアル・マドリードが、ジョゼ・モウリーニョ監督に行った。
- 2012年、FAカップで優勝したイングランド・プレミアリーグのチェルシーFCが、ロベルト・ディ・マッテオ監督に行った。
- 2012年、セリエA第37節のミラノダービーを制したイタリアのインテルが、この試合に出場した、既に引退が決まっているイヴァン・コルドバ選手に行った。
- 2013年、フランス・リーグ第37節のリーグ優勝したフランスのパリ・サンジェルマンFCが、この試合に出場した、既に引退が決まっているデビッド・ベッカム選手に行った。
- 2016年、AFC U-23選手権20163位決定戦に勝利し、リオデジャネイロオリンピック出場を決めたイラク選手たちがシャハド監督を胴上げした。
- 2018年、2018 FIFAワールドカップで優勝したフランス代表が、ディディエ・デシャン監督に行った。
- 2021年、2020年東京オリンピックで優勝したバレーボールフランス男子代表が、ロラン・ティリ監督に行った[14]。
- 2022年、2022 FIFAワールドカップでモロッコ代表が、決勝トーナメント1回戦PK戦で勝利した際にゴールキーパーのブヌに行い[15]、準々決勝で勝利した際にもレグラギ監督に行った[16]。

## 危険性
後述するように一歩間違えれば相手の命を奪ってしまうので、胴上げをする責任は重い。胴上げされる者が落下して頭部を強打し死亡したり、骨折や脊椎損傷などの重傷を負う事例が発生している。原因としては、「空中に放り投げる回数に誤解があった」や、「結婚式・送別会などの祝いの席で実施されたため、放り投げる者が酒に酔っており、受け止められなかった」「悪ふざけの一環として、わざと落とした」などがある。
東京大学は2017年に合格発表時の受験番号掲示を再開したが、合格者に対する胴上げは事故防止のため禁止している。

### 一般社会での事故の事例
- 1967年3月18日山梨県甲府市のホテルで山梨大学工学部の助手が卒業生の謝恩会で胴上げされた際に落下、意識不明の重体となった[19]。助手は3月26日に死亡。警察は胴上げをした卒業生22人を過失致死罪で書類送検した[20]。
- 1991年10月1日に愛知県名古屋市で、会社員が送別会で同僚らに胴上げされた際に落下し、その後死亡した。胴上げをした同僚7人は過失致死罪の疑いで書類送検された[21]。
- 1996年12月10日に栃木県宇都宮市で大学生が学園祭で後輩らに胴上げされた際に落下、その後死亡した[22]。
- 1999年11月16日に島根県松江市で会社社長が、当該社のアルバイト学生ら5人に胴上げをされた際に落下、その後死亡した。当日は忘年会でアルバイト学生らは酒に酔っていた。5人は過失致死の疑いで書類送検されたが、2000年4月に不起訴処分となった[23]。
- 2007年11月18日、滋賀県栗東市で会社員が同僚らに胴上げされたが畳の床に落とされ、首や背中の骨を損傷し、呼吸不全や寝たきりになるなどの障害を負った末、2008年9月に敗血症で死亡した。遺族はこのときの同僚らを重過失致死容疑で滋賀県警察草津警察署に告訴し、2009年9月19日同僚3名が書類送検された。翌2010年、大津区検察庁は過失致死罪で略式起訴し、大津簡易裁判所はそれぞれ罰金10万円の略式命令を出した。なお重過失致死容疑に関し、区検は「同罪に該当するほど、常軌を逸した危険な落とし方はしていなかった」として、適用を見送った[24]。
- 2018年3月29日、徳島大学病院の課の送別会後、胴上げされた研修医（当時）が路面に頭部を強打し後遺症を負う。（※詳細を表示）

その他
- 1973年7月29日放送の笑点にて座布団10枚を獲得した三遊亭圓楽 (5代目)が胴上げをされるが、途中で落下し左足を捻挫した。
- 『The Promise: A Tragic Accident, a Paralyzed Bride, and the Power of Love, Loyalty, and Friendship[25]』 Rachelle Friedman (著) 2014年5月6日出版 ※結婚式前夜の宴会で、友人が定番の余興で新婦を邸宅のプールに突き落としたところ[注 2]、新婦がプール底に激突して半身不随となり、車椅子生活となった日々を綴った手記。

### スポーツ関連の事故の事例
- 2004年、ABCチャンピオンシップでツアー初優勝を遂げた井上信を仲間が胴上げ時にグリーン横の池に投げ込もうとしたところ池に届かず芝生に落下し肋骨を骨折[5]。
- 2008年、マスターズGCレディスに優勝した大山志保が胴上げ時に落下して肘を強打して負傷[5]。
- 2009年12月5日、沖縄県南城市の琉球GCで実施された日韓女子ゴルフ対抗戦（京楽カップ）で韓国代表が優勝したのを祝い、大会終了後に主将の李知姫が胴上げされたが、誤って落とされた。このため同選手は、腰を強打し、救急車で病院に運ばれた。検査の結果は異常なしだった[26]。
- 2012年9月29日、プロ野球独立リーグ・ベースボール・チャレンジ・リーグ（BCリーグ）の上信越地区優勝を決定した新潟アルビレックス・ベースボール・クラブが、試合後にチームトレーナーを胴上げした際に不注意から落下させる事故を起こした[27]。トレーナーは検査入院1日で退院し大事には至らなかったが、リーグは新潟に対して警告処分を下した[28]。

### 学校管理下
運動会などで行われる組み立て体操にて「人間起こし」（トラストフォール）での事故報告など。